# رود آیلند
رودآیلند (به انگلیسی: Rhode Island) ایالتی است در شمال شرقی آمریکا و یکی از ایالت‌های نیوانگلند است. این ایالت از سمت شمال و شرق با ایالت ماساچوست، از سمت غرب با ایالت کنکتیکت و از سمت جنوب با اقیانوس اطلس مرز مشترک دارد. مساحت تقریبی ایالت رود آیلند در حدود سه هزار و یکصد و پنجاه کیلومترمربع و جمعیتی بالغ بر یک میلیون و پنجاه هزار نفر دارد. پایتخت و بزرگترین شهر این ایالت، پراویدنس نام دارد.
رودآیلند یکی از سیزده ایالتی است که در جریان انقلاب آمریکا علیه سلطه بریتانیا قیام کردند. این ایالت کوچک‌ترین ایالت آمریکا است.

## اقتصاد

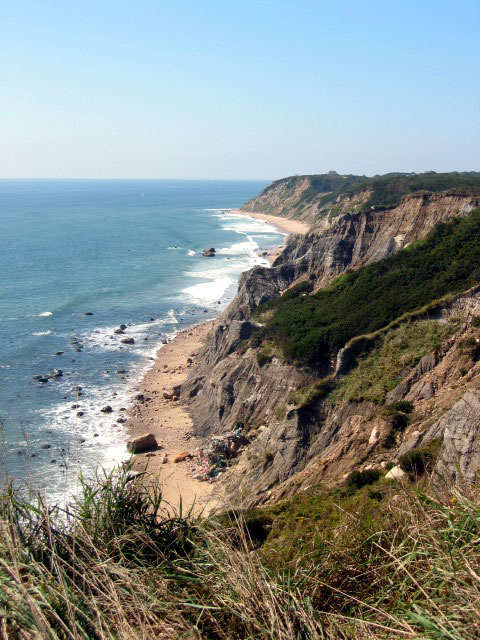
صخره‌های مجاور اقیانوس اطلس در رود آیلند

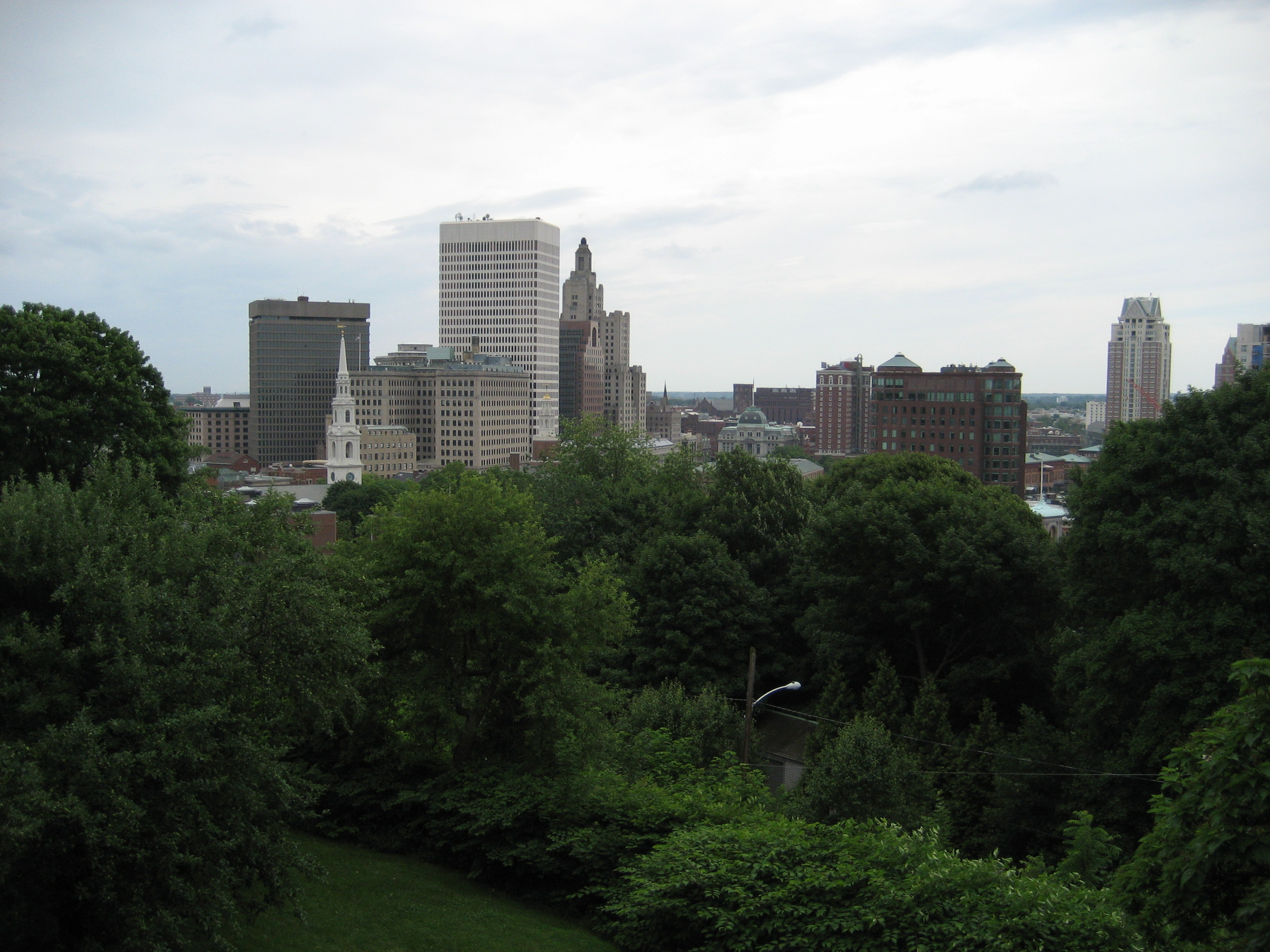
نمای شهر پراویدنس

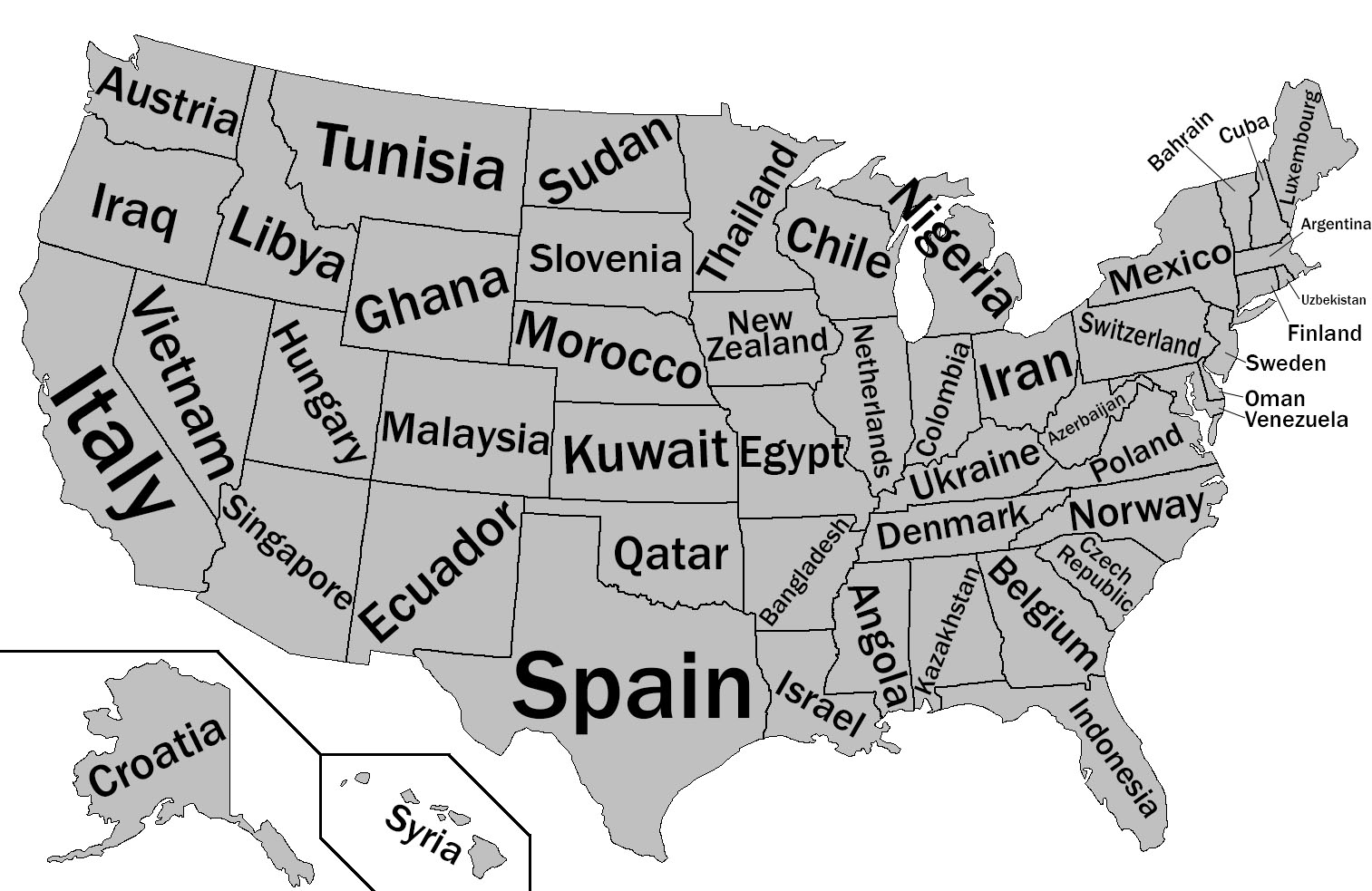
مقایسهٔ تولید ناخالص داخلی ایالت‌های آمریکا با کشورهای دیگر در سال ۲۰۱۲. ایالت رود آیلند در این سال تولید ناخالصی اش قابل مقایسه با کشور ازبکستان بوده‌است.

در سال ۲۰۱۲، این ایالت تولید ناخالص داخلی برابر با ۵۴٬۶۶۳ میلیارد دلار داشت، که بیشتر از تولید ناخالص داخلی کشور ازبکستان (۵۱٬۱۱۳ میلیارد دلار) بود. شرکت‌های تکستران، سی‌وی‌اس کرمارک، نیو انگلند ایرلاینز، سیمولیا و امریکن توریستر در این ایالت قرار دارند.

## بیمه و خدمات درمانی در ایالت رود آیلند
ایالت رود آیلند در رتبه‌بندی سلامت و بهداشت عمومی کشور آمریکا در سال ۲۰۱۴ در رتبه پانزدهم قرار گرفته بود. این رتبه بدان معنی میباشد که از لحاظ سلامت، این ایالت مکان بسیار خوبی برای زندگی است. یکی از مهمترین شاخصهایی که به ایالت رود آیلند کمک کرد تا در این رتبه قرار گیرد مطمئناً افزایش بودجه بهداشت و سلامت عمومی میباشد.

## دانشگاه‌های مشهور رودآیلند
- دانشگاه براون، یکی از اعضای آیوی لیگ در این ایالت قرار دارد.
- دانشگاه رود آیلند
- دانشگاه جانسون و ویلز
- کالج جنگی نیروی دریایی
- مدرسه طراحی رود آیلند

## نگارخانه

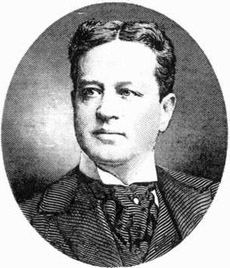

## مشاهیر
- آرتور پوپ